# Lac de l'Abbaye
Le lac de l'Abbaye est un lac glaciaire du Jura français situé à près de 900 mètres d’altitude, à la limite du Haut-Jura, à 7 kilomètres au sud de Saint-Laurent-en-Grandvaux, sur la commune de Grande-Rivière (dénomination particulière à l’endroit puisqu’il n'y a pas de rivière à proximité).
Le lac, appelé aussi « lac de Grandvaux » ou « lac de Grande-Rivière », doit son nom à l'abbaye du Grandvaux installée sur ses bords au XIIe siècle, transformée plus tard en prieuré de l'abbaye de Saint-Claude et dont il ne reste que l’église remaniée aux XVIIe et XVIIIe siècles.

## Géographie
Le lac de l’Abbaye constitué par des dépôts glaciaires argileux dans une dépression synclinale de Crétacé a une surface de 90 hectares et présente une forme compliquée : le bord est, presque rectiligne au pied du Mont-Noir mesure un peu plus de 2 kilomètres (2 125 m) alors que la rive ouest entourée de marécages et de tourbières présente plusieurs lobes qui donnent au lac une largeur maximale de 600 mètres. La profondeur est très variable mais relativement peu importante avec deux bassins atteignant respectivement une profondeur moyenne de 11 et 7 mètres, avec une profondeur maximale de près de 20 mètres. 
Le bassin versant est de 3,25 km2 et le lac est alimenté par deux petits ruisseaux de surface mais surtout par des sources souterraines mal identifiées. Le volume d’eau de 5,8 millions de mètres cubes est régulé par l’exutoire sud constitué par le « gouffre de la Tanne à La Chaumusse » qui conduit les eaux souterraines par un cheminement mal connu vers deux exurgences : la source de l’Enragé vers le village de Molinges, la source de la Brive à Lavans-lès-Saint-Claude. Ces deux sources situées respectivement à 27 kilomètres et 29,5 kilomètres de la perte font de ce réseau souterrain le plus long connu en Franche-Comté. Elles rejoignent ensuite la Bienne, affluent de l’Ain et sous-affluent du Rhône.
Assez peu profond et placé dans une petite plaine au climat rude, entre les deux massifs forestiers de la Joux Devant et de la Joux Derrière, le lac de l’Abbaye gèle régulièrement l’hiver mais se réchauffe assez l’été pour permettre la baignade et les activités aquatiques comme la voile. Le lac est également fréquenté par les pêcheurs et un captage en profondeur permet l'alimentation en eau de 17 communes avoisinantes.
On trouve à proximité deux petits lacs au sud : le lac des Bez et le lac des Brenet, dans la commune de Grande-Rivière, et le lac des Rouges Truites au nord, sur la commune du même nom, au-delà de Saint-Laurent.

## Label
Le lac fait partie du site Ramsar "Tourbières et lacs de la montagne jurassienne" depuis février 2021.

## Activité
Aujourd’hui une propriété privée, le lac est entouré de pâtures où se nourrissent des vaches de race montbéliarde dont le lait est transformé en fromages d’appellation contrôlée : le comté et le morbier. La commune comptant près de 1 400 hectares boisés, l’exploitation forestière est également très présente alentour comme en témoigne l’importante scierie installée à l’exutoire du lac dont les eaux activaient les machines. Mais c’est le tourisme qui prend aujourd'hui de l’importance avec les résidences secondaires, les gîtes ruraux et quelques hôtels-restaurants à la disposition des amateurs de ski de fond l’hiver et de tourisme vert l’été (randonnées, VTT…).